# Llista de mestres de capella de la catedral de Barcelona
Músics que ocuparen la plaça de mestre de capella a la catedral de Barcelona. Es dona algun encavallament entre mestres, perquè el mestre jubilat retenia la titularitat de la plaça fins a la seva mort, coexistint amb el seu successor.
- Julià Andreu Vilanova
- començaments del segle xvi: Joan Castelló
- 1506: Pere Joan Aldomar[1]
- 1599?-1612: Jaume Àngel Tàpies
- 1612-1626: Joan Pau Pujol
- 1626-1673: Marcià Albareda
- Francesc Arnau (coadjuctor interí)
- 1665-1667: Miquel Selma (coadjuctor interí)
- 1667-1682: Lluís Vicenç Gargallo (coadjuctor interí fins al 1673)
- 1682: Jaume Riera, mestre interí
- 1682-1696: Joan Barter
- 1696-1720: Francesc Valls
- 1720-1725: Joan Galvany i Nonell
- 1726-1738: Josep Picanyol
- 1738-1780: Josep Pujol
- 1780-1791: Josep Duran i Pejoán
- 1791-1825: Francesc Queralt
- 1830-1833: Ramon Vilanova i Barrera
- 1833-?:Mateu Ferrer i Oller
- 1843-1863: Josep Marraco i Xauxas
- ?-?: Anselm Barba i Barraco
- 1863-1913: Josep Marraco i Ferrer
- 1912-1954: Marià Viñas i Dordal, conjuntament amb Josep Marraco i Ferrer, primer, i amb Josep Sancho i Marraco, després[2]
- 1923-1957: Josep Sancho i Marraco
- 1956-1963: Domènec Cols i Puig
- 1963-1991: Jaume Sirisi i Escoda